# Rüdiger Overmans
Rüdiger Overmans (ur. 1954) – emerytowany niemiecki historyk, mieszkający we Fryburgu Bryzgowijskim. Pracował na Uniwersytecie we Fryburgu i w Instytucie Badania Historii Wojskowości (niem. Militärgeschichtliches Forschungsamt). Zajmuje się problematyką strat podczas II wojny światowej i losami jeńców wojennych. Wypowiada się także na temat wysokości strat podczas wysiedlenia Niemców po II wojnie światowej, krytykując oficjalne statystyki i dane Związku Wypędzonych.

## Książki
- Soldaten hinter Stacheldraht, Berlin 2000
- Deutsche militärische Verluste im Zweiten Weltkrieg, ISBN 3-486-56332-7, München 1999[1]